# Desmodium adscendens
Desmodium adscendens är en ärtväxtart som först beskrevs av Olof Swartz, och fick sitt nu gällande namn av Dc. Desmodium adscendens ingår i släktet Desmodium och familjen ärtväxter. IUCN kategoriserar arten globalt som livskraftig. Inga underarter finns listade i Catalogue of Life.